# جون راند
جون راند (بالإنجليزية: John Rand) (19 نوفمبر 1871 - 25 يناير 1940) ممثل أمريكي بدأ مسيرته الفنية في العقد الأول من القرن 20، وأبرزها مدعومة من قبل تشارلي تشابلن في أكثر من 20 من أفلامه.

## روابط خارجية
- جون راند على موقع IMDb (الإنجليزية)
- جون راند على موقع قاعدة بيانات الفيلم (الإنجليزية)